# 脇坂安治
脇坂安治（日语：／ Wakizaka Yasuharu，1554年—1626年9月26日），是日本安土桃山時代至江戶時代武將及大名。洲本藩及大洲藩主。別名甚內。

## 經歷
1554年（天文23年）在近江淺井郡脇坂庄出生。最初仕奉淺井長政，隨淺井氏被滅，投靠織田信長，成為明智光秀部屬。不久參與攻打丹波（黑井城之戰），安治擊敗了赤井直正。後改為投靠織田家家臣羽柴秀吉之下，參與進攻三木城、神吉城等戰役，天正4年（1576年）獲封150石、天正6年（1578年）攻略三木城時，獲秀吉贈以白輪違紋的赤母衣，後來成為家紋。天正10年（1582年），加封明石郡30石。在賤岳之戰中與加藤清正、福島正則等將領表現出色，獲得山城國3000石俸祿，成為賤岳七本槍之一，亦有說法指出他曾在戰爭中殺死柴田勝政。
在小牧·長久手之戰攻略伊勢・伊賀方面瀧川雄利的伊賀上野城，戰後安治被安排不同的領土。1585年（天正13年）5月，獲分封攝津國能勢郡1萬石。8月被增封大和高取2萬石。10月第三度增封，獲得淡路洲本3萬石。不久就被調配與加藤嘉明、九鬼嘉隆指揮水軍工作。在九州征伐、小田原征伐、文祿·慶長之役等以水軍身份出戰。九州征伐時，在抵達豐前國後，協助將兵糧米輸送至大友宗麟的臼杵城。後來依秀吉命令歸入黑田孝高指揮（天正15年2月14日豐臣秀吉朱印狀）。後來協助小西行長進攻薩摩國平佐城。小田原征伐時，從海路攻陷伊豆下田城，並擔任小田原城接收之檢使務。於朝鮮征伐期間，在1592年6月以1500人擊潰由朝鮮全羅道觀察使李洸所率的5萬人(亦有說為7萬人，朝鮮史料則聲稱約有10萬)的三道勤王軍，是為龍仁之戰。在1597年巨濟島海戰成功救出加藤清正。在朝鮮戰役的種種戰績，使安治再加封3000石至33,000石。
秀吉死後，德川家康與前田利家對立。安治前往德川邸。會津征伐時，安治的兒子安元原本要跟隨家康出征，但因石田三成的妨害沒有成行。此際，安治透過舊友山岡景友向家康表達沒有敵意，並獲得家康諒解，並指示安治著手防備及固守領地（慶長5年8月1日安元宛德川家康書狀）。1600年在關原之戰中支持東軍，但是因為滯留在大坂城，加上城中響應石田三成而來的大名皆支持西軍，安治只好率1000兵暫時加入西軍，並且在小早川秀秋叛變後，與朽木元綱、小川祐忠、赤座直保等人緊跟著叛變，攻擊大谷吉繼的部隊，攻滅平塚為廣・戶田勝成兩部隊。在關原取得大勝後的東軍趁勝追擊，安治亦參與了進攻石田三成的居城佐和山城之役。由於其事前就已通知東軍作為內應，因此戰後與另外三名同時背叛者朽木元綱、小川祐忠、赤座直保的命運不同，領地得以保留。
慶長14年（1609年）9月，被加封伊予大洲藩53,500石。安治沒有參與大坂冬之陣，僅由次男安元擔任幕府軍八丁目口方面的守備，大坂夏之陣時，安治在天王寺的戰鬥屢獲軍功。翌年元和元年（1615年），將家督交給次男安元。淡出了政治舞台的安治前往京都西洞院剃髮為僧，號臨松院。1626年在京都病逝，享年73。死後的法號是臨松院殿前中書少卿平林安治大居士，墓地在京都市內妙心寺。

## 外部連結
- 脇坂氏系譜 （页面存档备份，存于）